# Jonathan Delaplace
Jonathan Delaplace (ur. 20 marca 1986 w La Seyne-sur-Mer) – francuski piłkarz występujący na pozycji pomocnika.

## Kariera
Swoją karierę rozpoczął w 2005 w zespole Hyères FC, grającym w piątej lidze. W 2007 przeszedł do czwartoligowego klubu Fréjus Saint-Raphaël, z którym w sezonie 2008/2009 awansował do trzeciej ligi. W 2010 odszedł do belgijskiego SV Zulte Waregem. W Eerste klasse A zadebiutował 30 lipca 2010 w zremisowanym 1:1 meczu ze Standardem Liège, a 29 października 2011 w zremisowanym 1:1 pojedynku z Cercle Brugge strzelił swojego pierwszego gola w tych rozgrywkach.
W 2013 wrócił do Francji, gdzie został zawodnikiem pierwszoligowego Lille OSC. Swój pierwszy mecz w Ligue 1 rozegrał 31 sierpnia 2013 przeciwko Stade Rennais (0:0), z kolei 10 maja 2014 w przegranym 1:3 spotkaniu z Paris Saint-Germain zdobył debiutancką bramkę w lidze francuskiej.
W 2015 odszedł do zespołu ligowego rywala – SM Caen, którego barwy reprezentował do stycznia 2018. Następnie przeniósł się do drugoligowego FC Lorient, z którym w edycji 2019/2020 awansował do pierwszej ligi. Po sezonie 2020/2021 odszedł z Lorient. W edycji 2022/2023 był jeszcze zawodnikiem drużyny z piątej ligi – US Montagnarde i tam zakończył karierę.